# Andromaché (Grétry)
Andromaché (francouzsky Andromaque) je tříaktová klasicistní opera André Grétryho z roku 1780. Libreto napsal Louis-Guillaume Pitra podle stejnojmenné tragédie Jeana Racina z roku 1667. Premiéra proběhla v pařížské opeře 6. června 1780.

## Vznik a historie díla
Grétry byl v 70. letech 18. století znám jako nejúspěšnější skladatel žánru opéra comique, v pařížské Opeře (Académie Royale de la Musique) uvedl jen roku 1773 "hrdinský balet" (ballet héroïque) Kefalos a Prokris (Céphale et Procris), a to neúspěšně. Vážné opeře v té době v Paříži kraloval Christoph Willibald Gluck. Ke složení tradiční opery ("tragédie lyrique") vybídl Grétryho ředitel Opery v letech 1777-80 Pierre Jacques de Vismes du Valgay, který zásadním způsobem rozšířil repertoár této konzervativní instituce a snažil se navazovat na divadlo doby krále Ludvíka XIV. jak novým inscenováním oper z té doby (např. Lullyho), tak objednáváním oper na klasicistní náměty od Corneille a Racina. Pro Grétryho byla původně určena Ifigenie na Tauridě, kterou však nakonec zhudebnili Gluck a Niccolò Piccinni. Místo toho dostal Grétry zakázku na zhudebnění Racinovy Andromaché, která byla francouzskému obecenstvu dobře známa, neboť patřila k nejhranějším divadelním hrám té doby.
Libretista Louis-Guillaume Pitra (1735-1818) zpracoval libreto s pietou k Racinovým veršům, omezuje se pokud možno na škrty a dramaturgické úpravy nezbytné pro hudební zpracování. Grétry se pustil do práce s nadšením a skládal s lehkostí; kompozice mu netrvala déle než jeden měsíc. Napsal o tom: K vyhotovení a sepsání partitury stačilo třicet dní, Je pravda, že jsem proti svému zvyku komponoval večer a zapisoval ráno. Autor libreta, Pitra, mne neopouštěl ani na okamžik. Toto dílo, vždy taženo kupředu krásou a rychlostí akce, vzniklo jediným tryskem. Jeho hříchem je možná až příliš vřelosti a těm, kteří je budou provádět, radím, aby tempa příliš neuspěchali.
Opera tak byla hotova a připravena již roku 1778, její provedení však naráželo na překážky. V květnu 1778 bylo nutné zastavit již rozběhnuté zkoušky, neboť činoherní divadlo Comédie-Française, které mělo na uvádění Racinovy tragédie v Paříži monopol, podalo právní protest. Po vyřešení těchto záležitostí se vyskytly problémy s obsazením, takže nakonec byla Andromaché poprvé uvedena až 6. června 1780, již za ředitele Antoina Dauvergneho.
Prvotní reakce nebyly příznivé. Jakékoli úpravy klasického Racinova textu byly považovány za opovážlivost. Grétryho hudba byla považována za málo osobitou a poplatnou Gluckovi, celkově bylo dílo považováno za příliš temné. Grétry se navíc soustředil na dramatické scény a divákům tak chyběly virtuózní árie, balety a jiná "divertissements". Naopak kritika vytýkala Grétrymu příliš velké využití sborů (rovněž v Gluckově duchu).
Za jeden z důvodů počátečního neúspěchu opery byl považován příliš tragický konec. Skladatel a libretista proto třetí dějství zásadně přepracovali a doplnili happy-end: místo vražd, sebevražd a šílenství končila opera sňatkem, což navíc znamenalo větší zapojení baletu a výpravy. V této verzi dosáhla Andromaché lepšího úspěchu, který byl přerušen až požárem operního sálu v Palais Royal dne 6. června 1781. V Paříži již uvedena nebyla, našla však určitý ohlas ve Švédsku na dvoře frankofilního krále Gustava III. Byla uvedena poprvé 22. července 1785 na královském zámku Drottningholm, poté se hrála od 3. listopadu 1785 přímo ve Stockholmu.
Od té doby nebyla opera nikdy uvedena na jevišti. Zájem o ni obnovil až dirigent Hervé Niquet roku 2009 několika koncertními provedeními, původně vzniklými pro operní festivaly ve Schwetzingenu a Montpellieru. Téhož roku byla pořízena i první nahrávka Andromaché. Ukazuje Grétryho operu zajímavý pokus o vypořádání se s tradicí francouzské tragické opery a současně s novými podněty vnesenými Gluckem a jeho operní reformou; přitom si však Grétry zachovává lehký melodický dar mistra komické opery, který jej od Glucka i ostatních současníků odlišuje a naopak ukazuje směrem k předromantické (Spontini, Méhul) a romantické opeře.
Sám Grétry se po mírném úspěchu Andromaché vrátil k tragickému oboru v Elektře, kterou komponoval v letech 1781-82. Ta však nedošla provedení a Grétry se natrvalo vrátil ke komické opeře.

## Osoby
- Andromaché - soprán
- Hermioné - mezzosoprán
- Pyrrhos - tenor
- Orestés - baryton
- Fénix, Řek - baryton
- Řekyně - soprán
- Řek - tenor

## Obsah
Námětem je příběh Andromaché, manželky trojského reka Hektóra. Ta se stala po porážce Tróje kořistí a tedy otrokyní Pyrrha, syna Achilleova. Andromaché je zde spolu se svým malým synem Astyanaktem, který se podle věštby Kalchovy má stát mstitelem pádu Tróje. Pyrrhos je do Andromaché zamilován, ta jej však odmítá, věrna památce svého manžela. Pyrrha naopak miluje Hermioné, do níž je zase zamilován Orestés.

### 1. dějství
(Velká síň v Pyrrhově paláci) Hermionino služebnictvo se ji snaží přesvědčit, že se Pyrrhova láska vrátí k ní (sbor Cessez de répandre des larmes), Hermione v to ale nedoufá (recitativ C'est le seul espoir qui me reste a árie Si, fidèle au nœud qui l'engage). Na Pyrrhův dvůr se dostavuje Orestés s delegací Řeků a požaduje vydání Astyanakta, jehož smrt má odčinit vraždy spáchané jeho otcem (pochod Řeků a árie Oresta se sborem Au vainquer des Troyens... Livrez à notre courroux). Pyrrhos, který je ale do Andromaché zamilován, odmítne dítě vydat. Vypráví o tom Andromaché (Ils me menacent de leurs armes) a znovu se jí dvoří (Votre vainqueur baigne de larmes... Ah! dites-moi que j'espère). Andromaché jej však odmítá vyslyšet, znovu se utíkajíc ke vzpomínce na Hectora (Murs sacrés! que n'a pu conserver mon Hector) a posílajíc Pyrrha zpátky k Hermioné (duet Retournez à la fille d'Hélène). Rozzlobený Pyrrhos hrozí pomstít se na jejím dítěti (árie Ah! c'en est fait, cruelle!... Je m'applaudis de ma victoire) a navrací se k Hermioné, k jejímu nadšení a k zoufalství Oresta (finále s Hermioniným ariosem Dieu, que cet aveu me flatte!).

### 2. dějství
(Moře s loděmi řeckých vyslanců) Řekové se pokoušejí uklidnit Orestův hněv (Modérez ce transport jaloux), ten je však rozhodnut unést Hermioné i proti její vůli (árie Je perds pour jamais ce que j'aime). Hermioné přichází a radostně se připravuje na sňatek s Pyrrhem (Régnez à jamais dans mon âme). Andromaché ji prosí o slitování nad ní a jejím synem, ale Hermioné se jí vyhýbá. Andromaché ví, že by syna zachránila povolností vůči Pyrrhovi, ale nedokáže se rozhodnout (Pyrrhus de mon Hector serait le successeur?... «Chère épouse», dit-il, «je te laisse ce gage»). Přichází Pyrrhos předat Astyanakta Řekům. Andromacha a její služebnictvo jej naposledy prosí, aby tak nečinil, a loučí se s Astyanaktem (Laissez moi baigner de mes larmes). Pyrrhos je dojat a vyhoví (À votre fils, je servirai de père). Andromaché poté z vděčnosti souhlasí se sňatkem. Hermioné přichází s vlastním svatebním průvodem (sbor C'est pour l'hymen d'une immortelle) a změna Pyrrhovy náklonnosti ji smrtelně urazí. Přesvědčí tedy zdráhajícího se Oresta, aby Pyrrha zavraždil, chce-li její lásku.

### 3. dějství
(Místo s cypřiši a jinými smutečními stromy a s hrobkou Hektora v popředí) Andromaché se naposledy loučí s hrobem Hektorovým před sňatkem s Pyrrhem (Ombre chérie, ombre sacrée), ke kterému sice svolila, ale je rozhodnuta ihned po obřadu spáchat sebevraždu, aby tak zůstala věrna památce Hektora. Hermioné v šíleném hněvu očekává smrt Pyrrha, kterého nyní nenávidí (Quel spectacle cruel!). Ke svatebnímu obřadu (sbor Chantons, célébrons l'hyménée) se dostavují ozbrojení Řekové v čele s Orestem. Když Pyrrhos ohlásí Astyanakta jako budoucího trojského krále, rozzuří tím Řeky a v nastalé potyčce Orestés Pyrrha skutečně zabije (mimo scénu). Orestés oznamuje hrdě svůj skutek Hermioné a čeká odměnu. Ta je však zděšena skutkem, který vyvolala, a označuje Oresta za zločince. Orestes je zmaten náhlým obratem (Est-ce Hermione?... Et que viens-je d'entendre?), a když se dozvídá, že Hermioné spáchala sebevraždu nad Pyrrhovým tělem, je zachvácen šílenstvím a prchá před Erínyemi (Non, non, cruels, amis perfides... Filles d'enfer, vos mains sont-elles prêtes?). Zdrcení řečtí bojovníci litují tragického konce (sbor Diex implacables, dieux vengeurs).

## Nahrávka
Po více než dvou stoletích zapomnění byla opera opět uvedena v roce 2009 na několika evropských scénách pod vedením Hervého Niqueta. Z tohoto představení byla pořízena též nahrávka na CD u společnosti Glossa (GCD 921620). Sbor a orchestr Concert Spirituel, posílené sborem Les Chantres du Centre de Musique Baroque de Versailles, diriguje Hervé Niquet, zpívají (Andromaché:) Karine Deshayes, (Hermioné) Maria Riccarda Wesseling, (Pyrrhos) Sébastien Guèze, (Orestes) Tassis Christoyannis, (Fénix, Řek) Matthieu Heim, (Řekyně) Élodie Hache, (Řek) Edmond Hurtrait.